# China Xinhua News Network Corporation
De China Xinhua News Network Corporation (CNC) is een door de Chinese overheid gecontroleerd televisienetwerk, onderdeel van het Xinhua News Agency, dat begon met uitzenden op 1 januari 2010. Het netwerk werd geïntroduceerd naast het CNC Finance and Business-kanaal.
Het kanaal CNC World begon met 24-uursuitzendingen in het Chinees maar startte op 1 juli 2010 met Engelstalige programma's. Het zendt uit in Azië en in sommige Europese landen, dit als deel van zijn filosofie om zichzelf te transformeren als een "multimedia-nieuwsagentschap".
De prijs van de hele operatie is ongeveer 45 miljoen yuan (80 miljoen euro).

## Kanalen
- CNC World
- CNC Finance and Business
- CNC World English channel